# Riverside Museum
Riverside Museum je od 21. června roku 2011 budova Glawsgowského muzea dopravy ve skotském městě Glasgow u řeky Clyde. Výstavní plocha je přibližně 7 000 metrů čtverečních a je zde vystaveno 3000 exponátů včetně tramvají a lokomotiv, je koncipováno pro přibližně 800 návštěvníků. Budova byla navržena architektonickou kanceláří Zahy Hadid.
Snaha architektů budovy nebyla budovu vyčlenit z okolního prostředí, nýbrž začlenit. Celá budova má evokovat pocit tunelu, který spojuje řeku Clyde a zbytek města, může připomínat také dvakrát přehnutý ubrousek. Stavba je pokryta přibližně 24 000 pozinkovanými plechy.

## Galerie

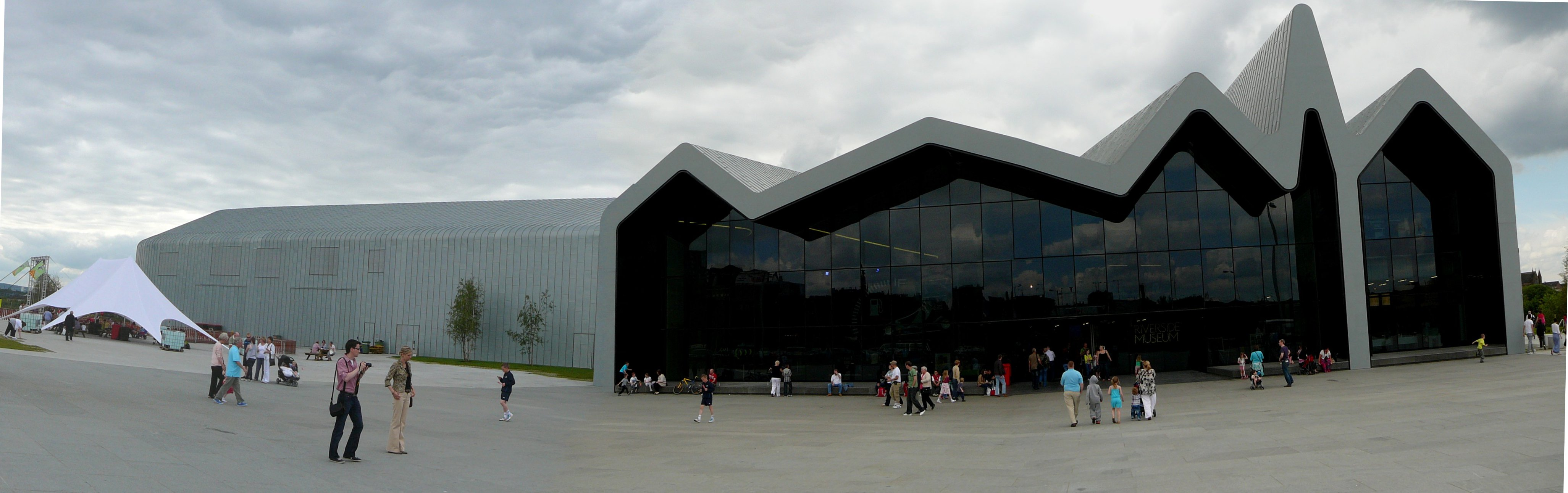
Panoramatický pohled z přední části budovy, 2011
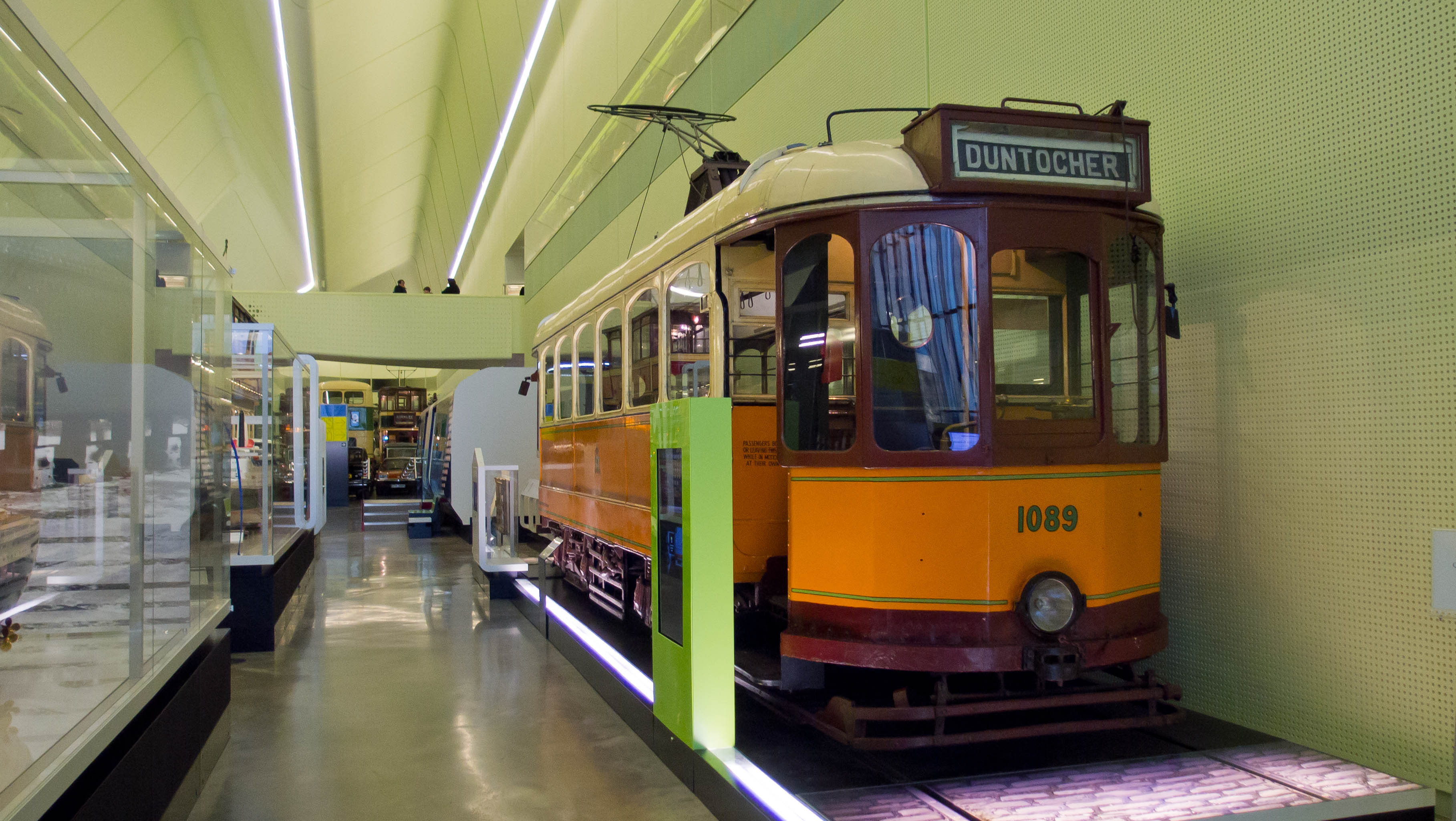
Exponáty muzea